# Düziçi (district)
Düziçi is een Turks district in de provincie Osmaniye en telt 75.617 inwoners (2007). Het district heeft een oppervlakte van 538,2 km². Hoofdplaats is Düziçi.
De bevolkingsontwikkeling van het district is weergegeven in onderstaande tabel.
| 1997   | 2000   | 2007   |
| ------ | ------ | ------ |
| 75.720 | 83.709 | 75.617 |